# Les Seigneurs (film, 1979)
Pour les articles homonymes, voir Les Seigneurs.
Pour plus de détails, voir Fiche technique et Distribution.
Les Seigneurs (The Wanderers) est un film américain réalisé par Philip Kaufman et sorti en 1979. Il s'agit d'une adaptation du roman The Wanderers de Richard Price.

## Synopsis
Dans les années 1960, à New York, les jeunes des quartiers se regroupent en bandes. Chacune possède avec ses codes, vestimentaires (les blousons noirs) ou physiques. Entre les rencontres avec les filles, les rivalités entre bandes, les problèmes ethniques, on découvre la vie de ces jeunes qui vont bientôt faire leurs premiers pas dans la vie d'adultes. Joey et Turkey sont membres des Wanderers, un gang d'Italo-Américains du Bronx. Joey tente de dissuader Turkey de rejoindre la bande rivale, les Fordham Baldies. Peewee, la petite amie du chef Terror, entend Joey insulter les Baldies. Joey et Turkey s'enfuient et les Baldies les poursuivent. Richie, le chef des Wanderers, leur vient en en aide. Après avoir été acculés, les Wanderers sont aidés par Perry, un nouveau venu fraichement arrivé du New Jersey. Après beaucoup de persuasion, Perry rejoint les Wanderers.
À l'école, les Wanderers s'opposent à un autre gang, les Del Bombers, constitués d'Afro-Américains. Les deux gangs acceptent de régler leur différend dans un combat de rue. Cependant, les Wanderers ont du mal à trouver une autre bande prête à les soutenir. N'ayant pas d'autre choix, Richie demande au père de sa petite amie, le prétendu chef de la mafia locale Chubby Galasso, d'accepter d'aider à résoudre ce conflit.

## Fiche technique
Sauf indication contraire, les informations mentionnées dans cette section peuvent être confirmées par la base de données cinématographiques IMDb,  présente dans la section « Liens externes ».
- Titre original : The Wanderers
- Réalisation : Philip Kaufman
- Scénario : Rose Kauhman et Philip Kaufman, d'après le roman de Richard Price
- Montage : Stuart H. Pappé et Ronald Roose
- Photographie : Michael Chapman
- Costumes : Robert De Mora
- Décors : Thomas C. Tonery
- Chef décorateur : John Jay Moore
- Producteur : Martin Ransohoff
  - Producteur associé : Fred C. Caruso
  - Producteur exécutif : Richard R. St Johns
- Sociétés de production : Orion Pictures, Film Finance Group et Polyc International BV
- Distribution : Orion Pictures / Warner Bros. (États-Unis)
- Dates de sortie :
  - États-Unis : 4 juillet 1979
  - France : 12 mars 1980

## Distribution
- Ken Wahl (VF : Michel Creton) : Richie Gennaro
- John Friedrich (VF : François Leccia) : Joey Capra
- Alan Rosenberg (VF : Jacques Ferrière) : Turkey
- Tony Ganios : Perry LaGuardia
- Karen Allen (VF : Béatrice Delfe) : Nina Becker
- Dolph Sweet (VF : Jacques Deschamps) : Chubby Galasso
- Toni Kalem (VF : Sylvie Feit) : Despie Galasso
- Erland van Lidth de Jeude (VF : Claude Brosset) : Terreur (Terror en VO)
- Jim Youngs (VF : Éric Legrand) : Buddy Borsalino
- Linda Manz (VF : Jackie Berger) : Peewee
- William Andrews (VF : Michel Barbey) : Emilio Capra
- Michael Wright : Clinton Stitch
- Dion Alabanese (VF : Thierry Bourdon) : Teddy Wong
- Val Avery (VF : Jean-Jacques Steen) : M. Sharp
- Olympia Dukakis (VF : Julia Dancourt) : la mère de Joey
- Burtt Harris (VF : Georges Atlas) : l'officier recruteur des Marines
- Samm-Art Williams (VF : Serge Sauvion) : Roger
- George Merolle (VF : Georges Aubert (acteur)) : Peppy Dio
- John Califano (VF : Albert Augier) : un tricheur au bowling
- Richard Price (VF : Pierre Garin) : un autre tricheur au bowling

## Production
Le tournage a lieu fin 1978. Il se déroule à New York : dans le Bronx (Fordham Road, Van Cortlandt Park) et le Queens (Long Island City, Ridgewood).

## Bande originale
La bande originale est composée exclusivement de chansons non originales enregistrées à la fin des années 1950 et au début des années 1960. Le réalisateur Philip Kaufman et l'auteur Richard Price ont eux-mêmes compilés les titres. Dans le film, on retrouve par ailleurs la chanson The Times They Are a-Changin' de Bob Dylan , qui n'apparait cependant pas sur l'album commercialisé par Warner Bros. Records en 1989.
D'autres chansons et morceaux du film n'apparaissent pas sur l'album : I Love You de The Volumes, Granada de Plácido Domingo, Pipeline de The Chantays, Tequila de The Champs, You've Really Got a Hold on Me de Smokey Robinson & The Miracles, Wipe Out de The Surfaris, You Can't Go Home Again de Chet Baker, des compositions de Krzysztof Penderecki, Stranger on the Shore d'Acker Bilk ou encore la Toccata, adagio et fugue BWV 564 de Jean-Sébastien Bach.
| Liste des titres | Liste des titres    | Liste des titres   | Liste des titres | Liste des titres | Liste des titres | Liste des titres | Liste des titres | Liste des titres | Liste des titres |
| No               | Titre               | Interprètes        | Durée            |                  |                  |                  |                  |                  |                  |
| ---------------- | ------------------- | ------------------ | ---------------- | ---------------- | ---------------- | ---------------- | ---------------- | ---------------- | ---------------- |
| 1.               | Walk Like a Man     | The Four Seasons   | 2:17             |                  |                  |                  |                  |                  |                  |
| 2.               | Ya Ya               | Lee Dorsey         | 1:57             |                  |                  |                  |                  |                  |                  |
| 3.               | Big Girls Don't Cry | The Four Seasons   | 2:28             |                  |                  |                  |                  |                  |                  |
| 4.               | My Boyfriend's Back | The Angels         | 2:41             |                  |                  |                  |                  |                  |                  |
| 5.               | Sherry              | The Four Seasons   | 2:33             |                  |                  |                  |                  |                  |                  |
| 6.               | Baby It's You       | The Shirelles      | 2:44             |                  |                  |                  |                  |                  |                  |
| 7.               | Soldier Boy         | The Shirelles      | 2:43             |                  |                  |                  |                  |                  |                  |
| 8.               | Stand by Me         | Ben E. King        | 2:54             |                  |                  |                  |                  |                  |                  |
| 9.               | Shout               | The Isley Brothers | 2:17             |                  |                  |                  |                  |                  |                  |
| 10.              | Do You Love Me      | The Contours       | 2:55             |                  |                  |                  |                  |                  |                  |
| 11.              | Runaround Sue       | Dion               | 2:40             |                  |                  |                  |                  |                  |                  |
| 12.              | The Wanderer        | Dion               | 2:42             |                  |                  |                  |                  |                  |                  |
| 30:51            |                     |                    |                  |                  |                  |                  |                  |                  |                  |